# 福尔米尼亚纳
福尔米尼亚纳（義大利語：Formignana），是意大利费拉拉省的一个市镇。总面积22平方公里，人口2817人，人口密度128.0人/平方公里（2009年）。ISTAT代码为038009。